# Toujours plus !
Pour l’article homonyme, voir Toujours plus.
Toujours plus ! est un livre de François de Closets paru en 1982 aux éditions Grasset.
Il y dénonce les injustices et le système des privilèges en France, ainsi que le corporatisme. Sa thèse est que ce sont les corporations qui ont la plus forte capacité de nuisance qui s'assurent l'essentiel des avantages. L'ouvrage a eu un retentissement considérable dans la société française,.

## Diffusion
Toujours plus ! a été vendu à plus de 850 000 exemplaires et même 1,5 million d'exemplaires en tenant compte des éditions au format de poche.

## Réception
Le livre est qualifié par François Mitterrand (qui vient d'être élu) d'« ouvrage salutaire ».
L’International Herald Tribune lui consacre un article à la Une. L'Humanité lui consacre pas moins de cinq articles en un mois.

## Plus encore, une suite àToujours plus!
De Closets fait paraître en 2006 chez Plon une suite à Toujours plus ! sous le titre Plus encore !, qui selon Alternatives économiques est parsemé d'erreurs et de généralisations abusives.